# 瑟尔斯湖
瑟尔斯湖（Searles Lake）是美国加利福尼亚州莫哈韦沙漠中的一座干盐湖，位于死亡谷国家公园南缘。湖盆内富含各种盐矿。瑟尔斯湖是以约翰·瑟尔斯和丹尼斯·瑟尔斯两兄弟的姓氏命名，两人在1863年在该湖发现硼砂并在1873年开始开采这些富矿。因在该地首次发现硅硼钠石（Searlesite），故该矿物以其发现地命名。